# Parc du Bosquet Fethi Pacha
Vous pouvez aider à l'améliorer ou bien discuter des problèmes sur sa page de discussion.
- Certaines informations devraient être mieux reliées aux sources mentionnées dans la bibliographie ou les liens externes. Améliorez sa vérifiabilité en les associant par des références. (Marqué depuis mars 2025)
- Il est orphelin : moins de trois articles lui sont liés. Aidez à ajouter des liens en plaçant le code [[Parc du Bosquet Fethi Pacha]] dans les articles relatifs au sujet. (Marqué depuis mars 2025)

Le parc du Bosquet Fethi Pacha (en turc, Fethi Paşa Korusu) est un grand parc à Istanbul, en Turquie, sur la colline qui descend jusqu'à la rive du Bosphore dans la zone appelée Paşalimanı. Couvrant 13 hectares, il est situé entre les quartiers de Kuzguncuk et Sultantepe dans le district d'Üsküdar, sur la rive asiatique d' Istanbul. Il porte le nom du gouverneur, ambassadeur et ministre ottoman Fethi Ahmet Pacha. Après de longues années de négligence, il a été récemment rénové et ouvert au public. Il offre une vue panoramique sur le pont du Bosphore et le côté européen d'Istanbul.